# Margaret Lockwood
Margaret Lockwood CBE (Karachi, Índia britànica, 15 de setembre de 1916 – Londres, 15 de juliol de 1990) va ser una actriu de teatre, cinema i televisió britànica, coneguda per les seves actuacions en melodrames de Gainsborough Pictures de la dècada de 1940, com Perfídia, Love Story i La dama malvada.

## Inicis
El seu nom complet era Margaret Mary Lockwood Day, i va néixer a Karachi, en aquell moment pertanyent a les colònies britàniques de l'Índia (actualment, Pakistan). Els seus pares eren un anglès administrador d'una companyia ferroviària i la seva esposa, una irlandesa. La família de Lockwood, al costat del seu germà, va tornar al Regne Unit quan era una nena. Va estudiar a l'escola femenina Sydenham High School, i en una altra en el districte de Kensington, a Londres.
A una edat primerenca, va començar a preparar-se per ser actriu teatral a l'Acadèmia Italiana Conti, i debutà el 1928, als 12 anys, en el Teatre Weston's Music Hall, en què va encarnar una fada en El somni d'una nit d'estiu. Al desembre de l'any següent, va actuar en la Scala en la pantomima The Babes in the Wood, i el 1932 en el Teatre Drury Lane amb l'obra Cavalcade.
Lockwood, després, es va preparar en la Royal Academy of Dramatic Art de Londres, on va ser descoberta per un caçatalents que li va donar a signar un contracte. Al juny de 1934, va ser Myrtle en House on Fire, en el Queen's Theatre, i el 22 d'agost de 1934 va interpretar Margaret Hamilton en l'obra de Gertrude Jenning Family Affairs en la seva estrena a l'Ambassadors. Altres papers van ser el d'Helene Ferber en Repayment, en el Teatre Arts el gener de 1936; el de Trixie Drew en la peça de Henry Bernard Miss Smith, representada en el Teatre Duke of York al juliol de 1936; i el d'Ann Harlow en el Queen's al juliol de 1937 amb l'obra Ann's Lapse.

## Carrera cinematogràfica
Lockwood va començar a actuar al cinema el 1934, i el 1935 va participar en Lorna Doone. El 1938, va protagonitzar el seu film de major èxit, The Lady Vanishes, dirigit per Alfred Hitchcock, en el qual va treballar per primera vegada amb Michael Redgrave. El 1940, va fer el paper de Jenny Sunley, la dona del personatge de Redgrave, en Els estels miren cap avall. En els primers anys quaranta, Lockwood va canviar d'imatge, interpretant dones malvades en pel·lícules amb històries contemporànies o d'època, i arribà a ser l'actriu amb més èxit del cinema britànic de l'època. El seu principal èxit li va arribar amb el paper del títol La dama malvada (1945), un film controvertit en el seu moment i que li va atorgar una considerable publicitat. El 1946, Lockwood va rebre el Premi del Daily Mail a l'actriu britànica més popular.
Lockwood va tornar al teatre el 1949 participant en una gira nacional que va batre rècords amb l'obra de Noël Coward Private Lives. També va interpretar Eliza Doolittle en la peça de George Bernard Shaw Pigmalió, representada en l'Edinburgh Festival de 1951, i va assumir el paper del títol en Peter Pan, de J. M. Barrie, que es va posar en escena el 1949, 1950, i 1957 (en aquest últim cas, amb la seva filla, Julia Lockwood, en el paper de Wendy). Entre els seus posteriors èxits en el circuit teatral del West End londinenc figuren Un marit ideal (d'Oscar Wilde, 1965/66, en la qual va ser la malvada Mrs. Cheveley), Lady Frederick (de W. Somerset Maugham, 1970), Relative Values (de Noël Coward, 1973), i els thrillers Spider's Web (1955, escrita per a ella per Agatha Christie), Signpost to Murder (1962), i Double Edge (1975).
El 1969, va ser Julia Stanford en la producció televisiva Justice is a Woman, que va inspirar la sèrie de Yorkshire Television Justice, la qual es va emetre durant tres temporades (39 episodis) entre 1971 i 1974, i en la qual actuava el seu company en la vida real, l'actor John Stone. El paper de Lockwood en el programa li va valer els premis a la millor actriu de TVTimes (1971) i de The Sun (1973). La seva última actuació professional va ser amb el paper d'Alexandra de Dinamarca en la peça de Royce Ryton Motherdear (Teatre Ambassadors, 1980).
Margaret Lockwood va ser nomenada comanadora de l'orde de l'Imperi britànic (CBE) en la cerimònia de New Year's Honours de 1981.

## Últims anys
Margaret Lockwood va estar casada amb Rupert Leon, de qui es va divorciar el 1949. Va viure els seus últims anys reclosa a Kingston-upon-Thames, Londres, i va morir el 1990 a l'hospital Cromwell del barri londinenc de Kensington, a causa d'una cirrosi hepàtica. Tenia 73 anys. Les seves restes van ser incinerades en el cementiri Putney Val.

## Filmografia
Filmografia:
- Lorna Doone (1934)
- The Case of Gabriel Perry (1935)
- Man of the Moment (1935)
- Honours Easy (1935)
- Someday (1935)
- Midshipman Easy (1935)
- Jury's Evidence (1936)
- The Amateur Gentleman (1936)
- The Beloved Vagabond (1936)
- Irish for Luck (1936)
- The Street Singer (1937)
- Who's Your Lady Friend? (1937)
- Melody and Romance (1937)
- Doctor Syn (1937)
- Owd Bob (1938)
- Bank Holiday (1938)
- Alarma a l'exprés (The Lady Vanishes) (1938)
- Susannah of the Mounties (1939)
- A Girl Must Live (1939)
- Rulers of the Sea (1939)
- Night Train to Munich (1940)
- Girl in the News (1940)
- Quiet Wedding (1941)
- Alibi (1942)
- Dear Octopus (1943)
- Perfídia (The Man in Grey) (1943)
- Give Us the Moon (1944)
- Love Story (1944)
- I'll Be Your Sweetheart (1945)
- A Place of One's Own (1945)
- La dama malvada (The Wicked Lady) (1945)
- Bedelia (1946)
- Jassy (1947)
- Hungry Hill (1947)
- The White Unicorn (1947)
- Pygmalion (1948)
- Look Before You Love (1948)
- Cardboard Cavalier (1949)
- Madness of the Heart (1949)
- Highly Dangerous (1950)
- Trent's Last Case (1952)
- Laughing Anne (1953)
- Trouble in the Glen (1954)
- Cast a Dark Shadow (1955)
- La sabatilla i la rosa (The Slipper and the Rose) (1976)

## Premis i nominacions
Nominacions
- 1956: BAFTA a la millor actriu britànica per Cast a Dark Shadow